# Philip Kotler
Philip Kotler, född 27 maj 1931 i Chicago, är en amerikansk författare, konsult och professor i marknadsföring.
Han arbetar för närvarande vid Kellogg School of Management på Northwestern University i USA. Kotler har bland annat skrivit de uppmärksammade böckerna Marketing Management och Principles of Marketing, vilka används som standardlitteratur för studenter inom marknadsföringsprogram.
Han förknippas med de fyra p:na och begreppet Marknadsföringsmix. Begreppen skapades inte av Kotler men han medverkade till att sprida koncepten.